# Laura Sancho
Laura Sancho Cartín, född 2001, är en costaricansk taekwondoutövare.

## Karriär
I juni 2021 tog Sancho brons i 46 kg-klassen vid panamerikanska mästerskapen i Cancún. I maj 2022 tog hon återigen brons i 46 kg-klassen vid panamerikanska mästerskapen i Punta Cana. I september 2022 blev Sancho rankad på fjärde plats i 46 kg-klassen, vilket var hennes högsta placering på World Taekwondos världsrankning. I november 2022 tävlade Sancho vid VM i Guadalajara men blev utslagen i sextondelsfinalen i 46 kg-klassen av Huang Ying-hsuan från Kinesiska Taipei.